# Gójar
Gójar – gmina w Hiszpanii, w prowincji Grenada, w Andaluzji, o powierzchni 12,01 km². W 2011 roku gmina liczyła 5340 mieszkańców.
Najbardziej typowe produkty gastronomiczne pochodzą z nawadnianego i deszczowego rolnictwa i są obecne w potrawach, takich jak olej i migdały.